# Carl Achatz
Carl Anton Achatz, född 1 september 1901 i Wien, Österrike, död 11 januari 1974 i Sankt Görans församling, Stockholm, var en svensk flöjtist. 

## Biografi
Achatz var förste flöjtist i Stockholms konsertförening 1920–1941 och 1954–1962 och i Wiens och Berlins filharmoniker 1941–1944 samt i Kungliga hovkapellet 1944–1954. Han blev svensk medborgare 1927. Achatz invaldes som associé nr 213 av Kungliga Musikaliska Akademien den 19 maj 1960, tilldelades Litteris et Artibus 1964 och blev ordinarie ledamot nr 762 av akademien den 1 juli 1971. Achatz var professor i Wien och Oporto och verksam både som pedagog och dirigent.
Carl Achatz var far till pianisten Dag Achatz och koreografen Susanne Valentin. Från 1955 var han gift med konstnären Eléna Michéew.